# Boloria killiasi
Boloria killiasi är en fjärilsart som beskrevs av Rühl 1892. Boloria killiasi ingår i släktet Boloria och familjen praktfjärilar. Inga underarter finns listade i Catalogue of Life.